# Rudolph von Koch
Johann Georg Philipp Wilhelm Rudolph Koch, seit 1908 von Koch, (* 24. November 1847 in Gandersheim; † 20. März 1923 in Berlin) war ein deutscher Bankmanager. Er war von 1900 bis 1909 Vorstandssprecher der Deutschen Bank und später Vorsitzender des Aufsichtsrates.

## Leben
Die Vorfahren stammen aus Wolfenbüttel. Seine Eltern waren der in Braunschweig ansässige Oberstaatsanwalt Karl Koch (* 1821; † 1894) und dessen Ehefrau Therese Zwilgmeyer (* 1819; † 1895).
Koch trat kurze Zeit nach der Gründung der Bank in das Unternehmen ein. Bereits 1872 wurde er stellvertretender Direktor und war ab 1878 Mitglied im Vorstand. Er war vor allem für den Innenbetrieb der Bank zuständig. Schwerpunkte seiner Tätigkeit wurden die Kontokorrent- und Depositengeschäfte. Er hat auch versucht ein Zweigstellensystem aufzubauen. Er knüpfte Beziehungen zu bedeutenden Banken in den Provinzen, in deren Aufsichtsräten er vertreten war. Durch diese Vorarbeit konnten die Banken zwischen 1914 und 1920 von der Deutschen Bank übernommen werden. So entstand ein breites Filialnetz. Daneben war er auch als Aufsichtsratsmitglied der Deutschen Überseeischen Bank im Auslandsgeschäft tätig. Besonders stark widmete er sich den Beziehungen zum Osmanischen Reich. Er war lange türkischer Generalkonsul.
Als Gutsherr wurde Rudolph von Koch Vorstand der von Kochschen Familienstiftung Ziegenberg, um 1910 mit 148 ha Größe, zugleich Stifter und Fideikommissherr des Familienfideikommiss Bärenwalde, 1.517 ha, im westpreußischen Kreis Schlochau gelegen.
Nachdem Georg von Siemens sich aus der Geschäftsleitung der Deutschen Bank zurückgezogen hatte, wurde Koch wegen seines Dienstalters Vorstandssprecher. Die eigentliche Führungsperson war aber längst Arthur von Gwinner. Nach dem Ausscheiden Kochs aus dem Vorstand im Jahr 1909 wurde Gwinner sein Nachfolger. Koch wechselte als stellvertretender Vorsitzender in den Aufsichtsrat und war von 1914 bis 1923 dessen Vorsitzender.
Koch war zweimal verheiratet, 1872 Marie Seele, gestorben 1886, und nach ihrem Tod 1887 die Schwester Rosalie Seele. Er hatte fünf Kinder aus erster Ehe und den Sohn Joachim aus der zweiten Eheschließung.
1903 wurde Kochs Sohn Heinz von seinem Hauslehrer Andreas Dippold zu Tode geprügelt, wegen dessen angeblich exzessiver Neigung zu Masturbation. Dippold wurde vom Landgericht Bayreuth am 9. Oktober 1903 in einem Aufsehen erregenden Prozess zu acht Jahren Zuchthaus verurteilt. Seine Tat wurde auf sexuellen Sadismus zurückgeführt (Dippoldimus).

## Auszeichnungen
Koch wurde am 26. Oktober 1908 in den preußischen Adelsstand erhoben.